# مهللئیل
مهلائیل (عبری: מהללאל) از شخصیت‌های عهد عتیق است. مهلئلیل پسر قینان و نوه انوش بود و نسبش به شیث پسر آدم می‌رسید. مهلئلیل پدر یارد و جد خنوخ بود. مهلئلیل هشتصد و نود و پنج سال زندگانی کرد. نخستین رؤیای خنوخ در خانه پدربزرگش مهلئلیل بوده است. نام مهلئلیل در نسب‌نامه عیسی و نیز در نسب‌نامه محمد پیغمبر اسلام ذکر شده است. در تاریخ طبری از قول نسب‌شناسان پارسی روایت کرده است که ایشان هوشنگ، دومین شاه پیشدادی در شاهنامه، را معادل مهلائیل می‌دانند.